# Groppo (meteorologia)
In meteorologia, con il termine groppo di venti o, semplicemente, groppo si indica un incremento violento e veloce della velocità media del vento che è associato di solito a tempo perturbato come rovesci di pioggia, temporali o bufere di neve. Un groppo può durare parecchi minuti e comprendere molte raffiche, brevi incrementi della forza del vento della durata di pochi secondi.
I groppi si formano in genere con un colpo di vento improvviso lungo le superfici di discontinuità che si creano tra masse d'aria differenti per provenienza e temperatura, e procedono secondo una linea estesa anche per centinaia di chilometri, detta linea dei groppi (o linea dei temporali ciclonici).
Generalmente i groppi sono seguìti da forti precipitazioni; esistono tuttavia i cosiddetti groppi bianchi che si verificano in condizione di tempo stabile e vengono spesso preceduti da piccole nuvole bianche che salgono velocemente.